# Bjursjön, Ångermanland
Bjursjön är en sjö i Sollefteå kommun i Ångermanland och ingår i Ångermanälvens huvudavrinningsområde. Sjön har en area på 0,121 kvadratkilometer och ligger 237,1 meter över havet. Sjön avvattnas av vattendraget Häggsjöbäcken.

## Delavrinningsområde
Bjursjön ingår i det delavrinningsområde (698227-156911) som SMHI kallar för Utloppet av Bjursjön. Medelhöjden är 287 meter över havet och ytan är 0,94 kvadratkilometer. Det finns ett avrinningsområde uppströms, och räknas det in blir den ackumulerade arean 32,18 kvadratkilometer. Häggsjöbäcken som avvattnar avrinningsområdet har biflödesordning 4, vilket innebär att vattnet flödar genom totalt 4 vattendrag innan det når havet efter 107 kilometer. Avrinningsområdet består mestadels av skog (78 procent). Avrinningsområdet har 0,12 kvadratkilometer vattenytor vilket ger det en sjöprocent på 13,2 procent.